# Шлоссер, Корнелия

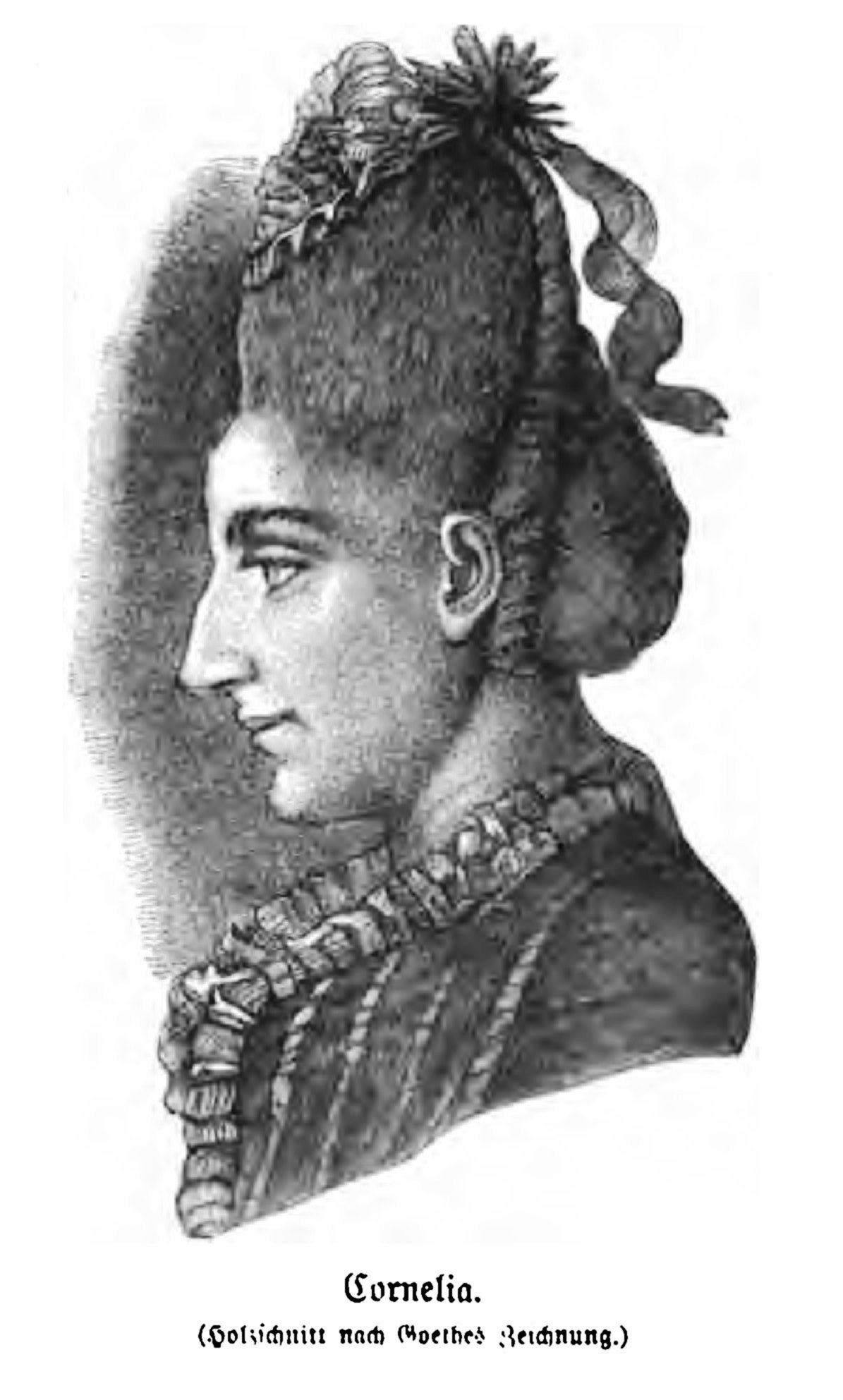
Корнелия Шлоссер

Корнелия Фридерика Кристиана Шлоссер (нем. Cornelia Friederica Christiana Schlosser, урождённая Гёте, нем. Goethe; 7 декабря 1750, Франкфурт-на-Майне — 8 июня 1777, Эммендинген) — сестра Иоганна Вольфганга Гёте.

## Биография
Корнелия была вторым ребёнком в семье имперского советника Иоганна Каспара Гёте (1710—1782) и его жены Катарины Элизабет Текстор (1731—1808). Её брат Иоганн Вольфганг старше её на 15 месяцев. Брат и сестра воспитывались вместе, что было необычно для того времени, когда девочек готовили к их будущей роли супруги и матери. Уже в три года Корнелия училась читать и писать. В семь лет начались уроки у домашнего учителя вместе с Иоганном Вольфгангом. Корнелия изучала латынь, греческий, французский, английский и итальянский языки, юриспруденцию, географию, математику, каллиграфию, музыку и рисование. Корнелию также обучали фехтованию, верховой езде, этикету и танцам. Свободное время девочки строго ограничивалось, но она интересовалась литературой и общалась с братом, который был для неё главным собеседником в это время.
Несмотря на отличные успехи в учёбе, Корнелия не могла вслед за братом пойти учиться в университет и, когда Иоганн Вольфганг уехал в Лейпциг, осталась дома во Франкфурте. Общение со студентами наложило отпечаток на взгляды Иоганна Вольфганга и изменило его отношение к женскому полу. В своих письмах к Корнелии он наставляет её выполнять свои женские обязанности и учиться ведению хозяйства и кулинарному искусству. Сохранились письма этого периода, которые Корнелия писала на французском языке своей подруге Катарине Фабрициус. Её печалила её второсортность по сравнению с мужчинами, но она не видела альтернативы браку. «Очевидно, я не смогу всегда оставаться девочкой, и противодействовать этому было бы смешно», — писала она.
В это время она была тайно влюблена в юного англичанина, проживавшего во Франкфурте с 1764 года, но уехавшего из города в 1768 году, не простившись с Корнелией. После возвращения брата во Франкфурт Корнелия всячески поддерживала его в работе и убеждала заняться «Гёцом фон Берлихингеном».
Корнелия осталась во Франкфурте и после получения братом должности в Имперском камеральном суде в Вецларе. Она была помолвлена с другом Гёте, юристом Иоганном Георгом Шлоссером (1739—1799). Она надеялась найти в будущем муже сходство с братом и вышла за Шлоссера 1 ноября 1773 года. Иоганн Георг Шлоссер был чиновником высокого ранга в маркграфстве Баден, и молодожёны переехали сначала в Карлсруэ, а затем в Эммендинген.
Поначалу Корнелия была довольна своей ролью жены и писала Каролине Гердер 13 декабря 1773 года: «Все мои надежды, все мои желания не только исполнены, но даже с лихвой перевыполнены. Кого Бог любит, тому он даёт такого мужа». Однако это не было правдой, потому что в это время Иоганн Георг Шлоссер признаётся в письме своему брату: «Её тошнит от моей любви!». О неприятии идеи брака своей сестрой Гёте также упоминал в разговоре с Эккерманом.
Вскоре стало очевидным, что брак был несчастным. Корнелия скучала в провинциальном Эммендингене, где её муж посвятил себя религиозным идеям и государственным реформам. Иоганн Георг Шлоссер считал Корнелию просто домохозяйкой, обязанной выполнять возложенные на неё обществом обязанности. В целом, женщин он считал подчинёнными существами, для которых вредна любая научная деятельность, с которыми можно только вести лёгкое необременительное общение. Корнелия стала хворать и с трудом справлялась с домашним хозяйством.
Единственной отрадой были встречи с известными знакомыми мужа, бывавшими у Шлоссеров в Эммендингене. Её связывали тёплые отношения с Якобом Михаэлем Рейнхольдом Ленцем, которого её брат передал под их опеку. В нескольких своих стихотворениях Ленц называет Корнелию своей «музой Уранией». Ленц стал крестным отцом второй дочери Шлоссеров, в честь рождения которой он написал стихотворение «Добро пожаловать, маленькая горожанка».
Роды первой дочери Марии Анны Луизы 28 октября 1774 года чуть не стоили Корнелии жизни. Поправлялась она очень долго, проведя почти два года в постели. В 1776 году она забеременела вновь и 10 мая 1777 года родила вторую дочь Катарину Элизабет Юлию. Спустя четыре недели Корнелия умерла в возрасте 26 лет.